# Donut County
Donut County est un jeu vidéo indépendant conçu par le designer américain Ben Esposito et distribué par Annapurna Interactive. Dans le jeu, on déplace un trou pour avaler des objets, ce qui agrandit le trou. Le concept a été créé pendant une compétition de création de jeux qui utilisait des scénarios de jeux vidéo provenant d'un compte Twitter parodiant le designer de jeu britannique Peter Molyneux. Le créateur a ensuite ajouté une mécanique similaire à celle du jeu Katamari Damacy. D'autres inspirations pour le jeu incluent des figurines hopies – un thème auquel Esposito a plus tard renoncé – et des liens de chansons de Bruce Springsteen. Donut County sort le 28 août 2018 sur iOS, macOS, PlayStation 4 et Microsoft Windows alors que des versions pour Xbox One et Nintendo Switch sortent le 18 décembre 2018. Une version pour Android sort le 1er décembre 2020.